# Kaunas Dukes
I Kaunas Dukes sono una squadra di football americano di Kaunas, in Lituania, fondata nel 2016. Hanno partecipato alla Topliga, massimo livello del campionato polacco.

## Dettaglio stagioni

### Amichevoli
| Stagione | Vin | Par | Per | Tot | PF | PS | avversaria                      |
| -------- | --- | --- | --- | --- | -- | -- | ------------------------------- |
| 2017     | 0   | 0   | 1   | 1   | 6  | 44 | Vilnius Iron Wolves             |
| 2018     | 0   | 0   | 1   | 1   | 0  | 1  | Riga Lions                      |
| 2020     | 0   | 0   | 2   | 2   | 28 | 34 | Riga Bears, Vilnius Iron Wolves |
| Totale   | 0   | 0   | 4   | 4   | 34 | 79 |                                 |

### Tornei nazionali

#### Campionato

##### Topliga
| Stagione | regular season | regular season | regular season | regular season | regular season | regular season | playoff | playoff | playoff | playoff | playoff | playoff   | playoff    |
|          | Vin            | Par            | Per            | Tot            | PF             | PS             | Vin     | Per     | Tot     | PF      | PS      | risultato | avversaria |
| -------- | -------------- | -------------- | -------------- | -------------- | -------------- | -------------- | ------- | ------- | ------- | ------- | ------- | --------- | ---------- |
| 2019     | 1              | 0              | 5              | 6              | 59             | 253            | -       | -       | -       | -       | -       | -         | -          |
| Totale   | 1              | 0              | 5              | 6              | 59             | 253            | -       | -       | -       | -       | -       |           |            |

Fonti: Enciclopedia del Football - A cura di Roberto Mezzetti

### Tornei internazionali

#### Baltic League
| Stagione | regular season | regular season | regular season | regular season | regular season | regular season | playoff | playoff | playoff | playoff | playoff | playoff      | playoff             |
|          | Vin            | Par            | Per            | Tot            | PF             | PS             | Vin     | Per     | Tot     | PF      | PS      | risultato    | avversaria          |
| -------- | -------------- | -------------- | -------------- | -------------- | -------------- | -------------- | ------- | ------- | ------- | ------- | ------- | ------------ | ------------------- |
| 2018     | 0              | 0              | 3              | 3              | 0              | 148            | 0       | 1       | 1       | 18      | 27      | Quarto posto | Vilnius Iron Wolves |
| 2019     | 0              | 0              | 4              | 4              | 29             | 96             | -       | -       | -       | -       | -       | Terzo posto  | -                   |
| Totale   | 0              | 0              | 7              | 7              | 29             | 244            | 0       | 1       | 1       | 18      | 27      |              |                     |

Fonti: Enciclopedia del Football - A cura di Roberto Mezzetti

### Riepilogo fasi finali disputate
| Anno            | Luogo | Evento        | Fase del torneo      | Incontro                           | Risultato |
| 28 ottobre 2018 |       | Baltic League | Finale 3º - 4º posto | Vilnius Iron Wolves - Kaunas Dukes | 27 - 18   |